# Cantonul Sarcelles-Sud-Ouest
Cantonul Sarcelles-Sud-Ouest este un canton din arondismentul Sarcelles, departamentul Val-d'Oise, regiunea Île-de-France, Franța.

## Comune
- Sarcelles (parțial)